# Lotharius van Brunswijk

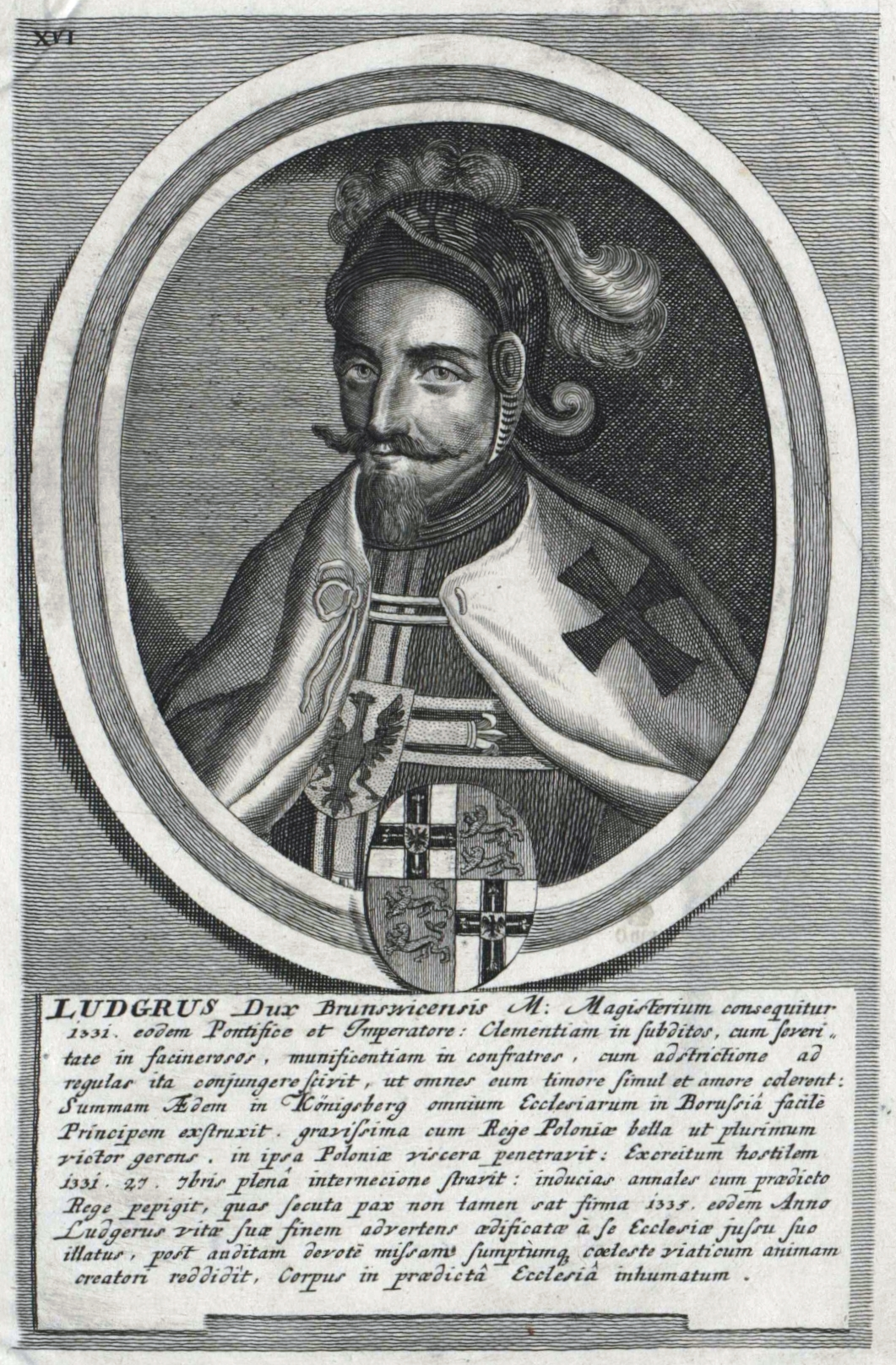
Lotharius van Brunswijk.

Lotharius van Brunswijk, ook bekend als Luther van Brunswijk, (circa 1275 - 18 april 1335) was van 1331 tot aan zijn dood grootmeester van de Duitse Orde. Hij behoorde tot het Oudere Huis Brunswijk.

## Levensloop
Lotharius was de vijfde zoon van hertog Albrecht I van Brunswijk-Lüneburg uit diens tweede huwelijk met Adelheid, dochter van markgraaf Bonifatius II van Monferrato.
Hij werd in 1295 voor het eerst gedocumenteerd als ridder in de Duitse Orde, voornamelijk dienende in de Pruisische gebieden; vanaf 1304 maakte hij deel uit van het gevolg van de landmeester. Van 1308 tot 1312 fungeerde Lotharius als commandeur van Golub, een belangrijke commanderij in het Kulmerland. Vanaf 1313 diende hij als commandeur van het Slot Mariënburg in Malbork en in 1314 werd hij commandeur van Christburg, waarbij hij uitgestrekte gebieden aan de Baltische kust bestuurde, van de benedenloop van de rivier de Wisła tot het Wislahaf. In 1326 stichtte hij de stad Gilgenburg en vernieuwde hij de charters met de steden Christburg, Eylau en Saalfeld. In 1329 richtte hij de commanderij van Osterode op. Onder Lotharius' heerschappij, en met de hulp van de cisterciënzers, werd zijn territorium een van de meest moderne commanderijen van de Duitse Ordestaat.
Op 17 februari 1331 werd Lotharius verkozen tot grootmeester van de Duitse Orde, als opvolger van de een jaar eerder vermoorde Werner van Orselen. Terwijl de oorlog tussen de Duitse Orde en Polen over de Pommerellen voortging, culminerend in de Slag bij Płowce op 17 september 1331, promootte Lotharius verder de kolonisatie en kerstening van de landerijen van de Duitse Orde. In 1333 werd in zijn aanwezigheid de Dom van Koningsbergen ingewijd. Ook breidde hij het kasteel van Malbork uit en patroneerde hij kunst, zoals de werken van Peter van Dusburg, wiens Chronicon terrae Prussiae op verzoek van Lotharius werd vertaald door kapelaan Nikolaus von Jeroschin.
Lotharius van Brunswijk, die in april 1335 overleed, werd bijgezet in de Dom van Koningsbergen. Zijn graf werd tijdens de Tweede Wereldoorlog vernield.